# Данило Багров
Данило Сергійович Багров — головний герой фільмів «Брат» та «Брат-2» Олексія Балабанова. В обидвох фільмах його роль виконав Сергій Бодров-молодший.
Ветеран Першої російсько-чеченської війни, який відслужив строкову службу. У першій частині йдеться про те, що Данило Багров народився 5 серпня 1975 року; тобто, в першому фільмі йому 22 роки. Однополчани Данила — Костя, якого нагородили Орденом Мужності, та Ілля — вважають його «найкрутішим» і вмілим серед них бійцем. Сам Данило досить скромний і не любить говорити про свої військові подвиги, зазвичай він говорить, що під час війни відсидівся в штабі писарем, хоча, судячи з подій обох фільмів, він уміло застосовує навички рукопашного бою, знайомий з мінно-вибухових справою, непогано стріляє, використовує прийоми тактики бою в міських умовах, може полагодити, переробити та навіть виготовити вогнепальну зброю в кустарних умовах, що говорить про нього як про справжнього професіонала. Попри зовнішню простоту, що межує з дивакуватістю, Данило непримиренний стосовно будь-якої несправедливості, і розправляється з усіма своїми ворогами з рідкісниою холоднокровністю і навіть жорстокістю. Має музичні смаки стосовно рок-груп, перш за все, Nautilus Pompilius та «ДДТ», а до поп-музики ставиться зневажливо і називає її «несправжньою», адже «на війні таку не слухають». Кінознавець Олена Стішова визначає його як «фольклорного героя» і «шляхетного розбійника».

## Біографія

### Родина
Народився 5 серпня 1975 року. 
До служби в Російській армії Данило жив з матір'ю-пенсіонеркою (її ім'я не називається). Його батько, Сергій Платонович Багров (нар.. 1942), злодій-рецидивіст, загинув у в'язниці в січні 1982 року, і вихованням Данила займався, головним чином, брат Віктор, який значно старший за нього (з фото в сімейному альбомі у фільмі «Брат» зрозуміло, що Віктор служив в лавах Радянської армії). З усіх родичів Данила помітну роль відіграє тільки Віктор, у виконанні Віктора Сухорукова. Данило любить брата як батька. На відміну від Данила, Віктор — екстраверт, товариський, часто сміється, відкрито висловлює емоції, але цілісністю характеру похвалитися не може, надто легковажний, а заради грошей готовий навіть на злочини. Також в «Браті 2» згадується дід, який загинув під час німецько-радянської війни, — його ім'я також не називається.

### Події першого фільму
Демобілізувавшись після війни, Данило приїжджає до рідного міста, де відразу ж вплутується в бійку з охоронцем на знімальному майданчику відеокліпу на пісню «Крила» (рос. Крылья) групи «Наутілус Помпіліус» і потрапляє до міліції, але його відпускають. Життя в рідному містечку для Данила нудне, і він їде до Санкт-Петербургу, де добре влаштувався його старший брат Віктор.
Досить швидко з'ясовується, що Віктор — найманий вбивця на прізвисько Татарин. Він бере молодшого брата в оборот, посилаючи його виконувати всю брудну роботу. Спочатку Данило вбиває кавказця (колишнього чеченського бойовика) — неугодного бандитам господаря одного з міських ринків, і в гонитві важко ранить одного з бандитів. Потім, знову на прохання старшого брата, сидить в засідці з двома спільниками, але після виконання завдання вбиває обох заради порятунку від розправи випадкового свідка.
Після цього Віктор під тиском здає Данила бандитам, але Данило розправляється з ними та говорить братові, що не тримає на нього зла за зраду. Втративши друзів і віру в справедливість, Данило залишає Санкт-Петербург і переїжджає до Москви, бажаючи вступити до університету і стати лікарем.

### Події другого фільму
У Москві Данило зустрічається зі своїми однополчанами, Костею та Іллею. Брат-близнюк Кості Діма грає в команді НХЛ, але всі гроші через контракт йдуть американському бізнесменові, який не гребує нічим. Костя, намагаючись допомогти братові, просить свого начальника Бєлкіна поговорити з американцем. Але у Бєлкіна свої інтереси та багатомільйонний контракт, пов'язаний з нелегальним гральним бізнесом, і він наказує «просто розібратися» з Костею, щоб той перестав лізти в цю справу, однак люди Бєлкіна розуміють слова свого шефа як наказ убити Костянтина. Данило вирішує відновити справедливість і помститися за друга. Тим часом в Москву приїжджає брат Данила — Віктор, який приєднується до нього.
Допит Бєлкіна виводить Данила на американського бізнесмена. Він вирішує разом з братом летіти до Америки та вистежити його. З метою конспірації брати летять до США різними рейсами: Віктор летить до Чикаго, а Данило — до Нью-Йорка. Знайшовши нового приятеля-далекобійника, який допоміг йому дістатися до Чикаго, Данило ніяк не може знайти брата, у нього закінчуються гроші. Роздобувши зброю і визволивши з біди повію росіянку Дашу, Данило вистежує американця і змушує того повернути всі гроші хокеїста.
Зустрівши брата, він з'ясовує, що той вирішив залишитися в Америці. За обома женеться поліція та українська мафія. Перестрілявши українців в ресторані, Віктор потрапляє в руки поліцейських. Данило ж разом з Дашею встигають втекти від переслідування американської поліції та щасливо залишають США на літаку. Після подій другого фільму подальша доля Данила Багрова невідома.

## Вплив
Персонаж, створений Сергієм Бодровим, дуже сподобався російському глядачеві. Творці фільму показали образ простого російського хлопця, незважаючи ні на що, зберігає людську подобу — чесного, розумного, який в будь-яких ситуаціях не втрачає самовладання. Данило Багров став символом стійкості і прикладом для наслідування для багатьох молодих людей. В образі Данила Багрова знаходить своє відображення жорстока чеченська війна. І цією жорстокістю — холоднокровною і непохитною — просякнуті всі дії героя. Війна навчила Данила виживати в жорсткому кримінальному світі, однак, незважаючи на жорсткість, Данило декларує, що «Сила у правді».
У вересні 2014 року графіті-команда з Вітебська «HoodGraff» намалювала на стіні трансформаторної будки портрет Данила Багрова, розташоване творіння недалеко від Олександро-Невської лаври, поруч із зупинкою «Проспект Обухівської Оборони» в Санкт-Петербурзі . У 2015 році в Пермському клубі «Будинок культури» художник В'ячеслав Нестеров, який працює під псевдонімом Слава Триптих, зробив величезний портрет Данила Багрова.
Головний герой фільму «14+» є шанувальником Данила Багрова.
У 2017 році за результатами онлайн-голосування Данило Багров був визнаний національним супергероєм Росії.
У серпні 2018 року Данила Багрова спародіювали в кліпі Монеточки «90».
У вересні 2018 року популярний відеоблогер Enjoykin створив музичний відеоролик «Брат», який за добу після публікації набрав понад півтора мільйона переглядів і потрапив на друге місце в топ сайту YouTube .
Тизер «Брата 3» (в ньому репер Птаха задає збройного чоловікові з бородою питання: «Скажи мені, циган, в чому правда?» І отримує відповідь «В силі») мав широкий резонанс, причому викликав у користувачів Рунета практично загальне обурення: в ньому побачили неповагу до пам'яті Олексія Балабанова і Сергія Бодрова-молодшого.

## Інші появи
- У своєму інтерв'ю в редакції журналу «Мистецтво кіно» Сергій Бодров сказав, що Данило Багров з'являється в його фільмі «Сестри» (хлопець, який приїхав на джипі під пісню « Полковнику никто не пишет», для того, щоб постріляти в тирі) і це є «веселим привітом Балабанову»[10]. Хоча в деяких інтерв'ю йшлося про те, що Бодров спочатку не планував зніматися в цій ролі і зробив це після того, як не знайшлося відповідного актора. Про це говорить і те, що в опублікованому сценарії даний персонаж вказаний як блондин з темними очима.
- У грі «Брат 2: Назад в Америку» (своєрідне продовження фільму «Брат 2») є персонажі на ім'я Данило Багров і Віктор Багров.
- Також Данила з'являється в Java-грі для мобільних телефонів «Брат 2: Данило повертається» (Russian Mafia), випущеної в 2009 році.
- У фільмі «Generation П» персонаж, схожий на Данила Багрова, з'являється в одному з рекламних роликів.

## Светр
Светр крупної в'язки, що став невід'ємною частиною образу Данила Багрова, художник по костюмах і дружина режисера Олексія Балабанова Надія Васильєва під час зйомок першого фільму знайшла випадково:
Я пішла в секонд-хенд, тому що грошей на костюми не було. Шукала-шукала і раптом знайшла цей светр. Коштував він тридцять п'ять рублів. Я відразу зрозуміла — річ. Напнула його на Бодрова, Льоша подивився і сказав: «Що це він такий крутий? Він не може бути крутим». А я кажу: «Та цей светр мама йому зв'язала!» І ми ще довго сперечалися. Але Сергій Бодров так хотів бути крутим, що умовив Балабанова на светр. Льоша тільки поставив умову, що його хоч чим-небудь треба задрипати. Так з'явилася поліетиленова вітровка поверх светра. Потім хлопчики так одягалися — бушлат і светр. Я вважаю, що це моя найголовніша перемога в житті. Все інше — ну, костюми і костюми .

## Критика
Літературний критик і публіцист Віктор Топоров відзначав схожість двох робіт режисера Олексія Балабанова — новели «Трофім» з кіноальманаху «Прибуття поїзда» (1995) та фільму «Брат» (1997).
Критик зазначив, що в Балабановського «Трохима» головний герой короткометражки відправляється спочатку до Петербурга, а потім — як і герой Брата Данила Багров — в Москву (у фільмі «Брат 2»). При цьому сцени прибуття в Санкт-Петербург зняті в обох фільмах на одному і тому ж вокзалі — Вітебському.
Кінокритик Сергій Кудрявцев підтверджує це спостереження і розгортає далі думку про те, що фільм «Брат» і новелу «Трофім» не можна розглядати у відриві: і Данило, і селянин «убивець» Трохим приїжджають до їх однаково ворожого та лякаючого міста. Єдина, мабуть, відмінність — сучасне місто втратило прикмети імперської столиці і перетворилося на «якусь подобу похмурого кладовища».
Кандидат філософських наук Тетяна Семенова і доктор культурології Марія Єрохіна вважають, що в Данила Багрова втілився традиційний образ «російського мандрівника», але в застосуванні до епохи 1990-х років. У першій частині він повертається з війни в Чечні і відправляється в Санкт-Петербург до брата-кілера. У другій частині Данила Багров прямує з Москви до США. Для російського мандрівництва було характерно нескінченне в часі і просторі подорож з подоланням численних перешкод і поневірянь у пошуках правди або Бога.